# Ивановка (Митрофановское сельское поселение)
Ивановка — село в Кантемировском районе Воронежской области России, находящееся от Митрофановки в 7 км и в 40 км от райцентра.
Входит в состав Митрофановского сельского поселения.

## География

### Улицы
- ул. Заречная.

## История
Возникло в начале XIX столетия на землях помещика Черткова. В 1815 году здесь поселился крестьянин Михаил Панченко с двумя сыновьями, а в 1828 году подселились ещё 50 семей из села Таволжко-Воскресенка из-под Острогожска. Поселок получил название Ивановка от имени владельца земли Ивана Черткова.
В 1900 году здесь уже было 101 двор и 606 жителей. Советская власть установлена в марте 1918 года. Во время гражданской войны село находилось в оккупации белогвардейцев. 24 апреля 1921 года банда атамана Колесникова в 700 сабель и при 5 станковых пулеметах ворвалась в село и стала вербовать крестьян в свой отряд. Но те отказались служить ему.
В 1926 году в Ивановке было 154 двора и 817 жителей, имелась школа I ступени с учителем. В 1930 году в селе создан колхоз.
В годы войны село было захвачено немцами. В своих воспоминаниях Алексей Прасолов писал, как мальчишки сражались с немцами.
В 1963 году в селе была школа на 30 учащихся, медицинский пункт, проживало всего 300 человек.
Родом из этих мест (из хутора Чмырь, прилегающего к Ивановке) советский поэт Алексей Тимофеевич Прасолов (1930—1972), автор поэтических сборников «День и ночь» (1966), «Земля и зенит» (1968), «Во имя твое» (1971) и др. Здесь в Ивановке он окончил школу, затем поступил в Россошанское педагогическое училище.
В 1988 году в Ивановке было 8 дворов и 15 жителей. Это было типично умирающее село. В 1989 году жители переселились на центральную усадьбу колхоза «Рассвет». Бывшая молочнотоварная ферма в селе стала использоваться арендаторами для откорма крупного рогатого скота.
По состоянию на 2010 год, в Ивановке не проживает ни одного человека.